# Campeonato Africano de Atletismo de 2014
El XIX Campeonato Africano de Atletismo se celebró del 10 al 14 de agosto de 2014 en la ciudad de Marrakech, Marruecos. La sede del evento fue el Estadio de Marrakech. Participaron 600 atletas provenientes de 47 federaciones nacionales. En este certamen, la representación de Sudáfrica acumuló el mayor número de medallas de oro, y se lograron ocho récords de campeonato. 

## Resultados

### Masculino
| Evento                                 | Oro                                                                        | Plata                                                                 | Bronce                                                                          |
| -------------------------------------- | -------------------------------------------------------------------------- | --------------------------------------------------------------------- | ------------------------------------------------------------------------------- |
| 100 m (11 de agosto)                   | Hua Wilfried Koffi Costa de Marfil 10,05                                   | Mark Jelks Nigeria 10,07                                              | Monzavous Edwards Nigeria 10,16                                                 |
| 200 m (14 de agosto)                   | Hua Wilfried Koffi Costa de Marfil 20,25                                   | Isaac Makwala Botsuana 20,51                                          | Carvin Nkanata Kenia 20,53                                                      |
| 400 m (12 de agosto)                   | Isaac Makwala Botsuana 44,23 (RC)                                          | Wayde van Niekerk Sudáfrica 45,00                                     | Boniface Mucheru Kenia 45,07                                                    |
| 800 m (12 de agosto)                   | Nijel Amos Botsuana 1:48,54                                                | Mohammed Aman Etiopía 1:48,74                                         | Taoufik Makhloufi Argelia 1:49,08                                               |
| 1500 m (14 de agosto)                  | Ayanleh Souleiman Yibuti 3:42,49                                           | Asbel Kiprop Kenia 3:42,58                                            | Ronald Kipkemboi Kenia 3:42,59                                                  |
| 5000 m (14 de agosto)                  | Caleb Mwangangi Kenia 13:34,27                                             | Isaiah Kiplangat Koech Kenia 13:35,73                                 | Abrar Osman Eritrea 13:36,42                                                    |
| 10000 m (10 de agosto)                 | Nguse Amlomson Eritrea 28:11,07                                            | Mustapha El Aziz Marruecos 28:11,36                                   | Josphat Bett Kenia 28:11,61                                                     |
| 110 m vallas (13 de agosto)            | Tyron Akins Nigeria 13,57                                                  | Alex Al-Ameen Nigeria 13,78                                           | Martins Ogierakhi Nigeria 13,80                                                 |
| 400 m vallas (12 de agosto)            | Cornel Fredericks Sudáfrica 48,78                                          | Amaechi Morton Nigeria 48,92                                          | Nicholas Bett Kenia 49,03                                                       |
| 3000 m obstáculos (12 de agosto)       | Jairus Birech Kenia 8:34,79                                                | Jonathan Ndiku Kenia 8:37,67                                          | Ezekiel Kemboi Kenia 8:39,30                                                    |
| 20 km marcha (14 de agosto)            | Lebogang Shange Sudáfrica 1:26,58                                          | Samuel Gathimba Kenia 1:27,11                                         | Mohamed Ameur Argelia 1:27,48                                                   |
| Salto de altura (14 de agosto)         | Kabelo Kgosiemang Botsuana 2,28                                            | Fernand Djoumessi Camerún 2,25                                        | Younis Mohamed Sudán 2,22                                                       |
| Salto con pértiga (13 de agosto)       | Cheyne Rahme Sudáfrica 5,41 (RC)                                           | Mohamed Romdhana Túnez 5,00                                           | Mouhcine Cheaouri Marruecos 5,00                                                |
| Salto de longitud (11 de agosto)       | Zarck Visser Sudáfrica 8,08                                                | Godfrey Khotso Mokoena Sudáfrica 8,02                                 | Rushwal Samaai Sudáfrica 7,84                                                   |
| Salto triple (13 de agosto)            | Godfrey Khotso Mokoena Sudáfrica 17,03                                     | Tosin Oke Nigeria 16,97                                               | Roger Haitengi Namibia 16,72                                                    |
| Lanzamiento de peso (10 de agosto)     | Orazio Cremona Sudáfrica 19,84                                             | Jaco Engelbrecht Sudáfrica 19,87                                      | Franck Elemba República del Congo 18,74                                         |
| Lanzamiento de disco (11 de agosto)    | Víctor Hogan Sudáfrica 62,87                                               | Russell Tucker Sudáfrica 62,15                                        | Stephen Mozia Nigeria 57,11                                                     |
| Lanzamiento de martillo (13 de agosto) | Mostafa Mohamed Hesham · Egipto · 79,09 (RC)                               | Chris Harmse Sudáfrica 73,90                                          | Driss Barid Marruecos 60,17                                                     |
| Lanzamiento de jabalina (14 de agosto) | Julius Yego Kenia 84,72                                                    | Ihab Abdelrahman Elsayed · Egipto · 83,59                             | Robert Oosthuizen Sudáfrica 77,81                                               |
| 4 × 100 m (12 de agosto)               | Nigeria Ogho-Oghene Egwero Monzavous Edwards Obinna Mettu Mark Jelks 38,80 | Ghana Daniel Gyasi Solomon Afful Emmanuel Dassor Timothy Abeyie 39,28 | Argelia Mahmmoud Hammoudi Ali Bouguesba Skander Athmani Soufiane Bouhadda 39,89 |
| 4 × 400 m (14 de agosto)               | Botsuana Pako Seribe Nijel Amos Leaname Maotoanong Isaac Makwala 3:01,89   | Nigeria Noa Akwu Robert Simmons Miles Ukaoma Amaechi Morton 3:03,09   | Kenia Mark Mutai Solomon Buoga Nicholas Bett Boniface Mucheru 3:07,35           |
| Decatlón (10-11 de agosto)             | Larbi Bouorrada Argelia 8311 pts.                                          | Gillaume Thierry Mauricio 7312 pts.                                   | Atsu Nyamadi Ghana 6946 pts.                                                    |

RC: Récord de campeonato.

### Femenino
| Evento                                 | Oro                                                                         | Plata                                                                                | Bronce                                                                                      |
| -------------------------------------- | --------------------------------------------------------------------------- | ------------------------------------------------------------------------------------ | ------------------------------------------------------------------------------------------- |
| 100 m (11 de agosto)                   | Blessing Okagbare Nigeria 11,00 (RC)                                        | Murielle Ahouré Costa de Marfil 11,03                                                | Marie José Ta Lou Costa de Marfil 11,20                                                     |
| 200 m (14 de agosto)                   | Murielle Ahouré Costa de Marfil 22,36                                       | Marie José Ta Lou Costa de Marfil 22,87                                              | Dominique Duncan Nigeria 22,98                                                              |
| 400 m (12 de agosto)                   | Folashade Abugan Nigeria 51,21                                              | Kabange Mupopo Zambia 51,21                                                          | Patience Okon Nigeria 51,68                                                                 |
| 800 m (14 de agosto)                   | Eunice Sum Kenia 1:59,45                                                    | Janeth Jepkosgei Kenia 1:59,74                                                       | Agatha Jeruto Kenia 1:59,84                                                                 |
| 1500 m (12 de agosto)                  | Hellen Onsando Obiri Kenia 4:09,53                                          | Dawit Seyaum Etiopía 4:10,92                                                         | Rabab Arafi Marruecos 4:12,08                                                               |
| 5000 m (11 de agosto)                  | Almaz Ayana Etiopía 15:32,72 (RC)                                           | Genzebe Dibaba Etiopía 15:42,16                                                      | Janet Kisa Kenia 15:54,04                                                                   |
| 10000 m (13 de agosto)                 | Joyce Chepkirui Kenia 32:45,27                                              | Emily Chebet Kenia 32:45,28                                                          | Belaynesh Oljira Etiopía 32:49,39                                                           |
| 100 m vallas (11 de agosto)            | Rikenette Steenkamp Sudáfrica 13,26                                         | Rosvitha Okou Costa de Marfil 13,26                                                  | Nichole Denvy Nigeria 13,27                                                                 |
| 400 m vallas (14 de agosto)            | Wenda Theron Sudáfrica 55,32                                                | Amaka Ogoegbunam Nigeria 55,46                                                       | Francisca Koki Kenia 55,84                                                                  |
| 3000 m obstáculos (14 de agosto)       | Hiwot Ayalew Etiopía 9:29,54 (RC)                                           | Sofía Assefa Etiopía 9:30,20                                                         | Salima Elouali Marruecos 9:33,02                                                            |
| 20 km marcha (14 de agosto)            | Grace Wanjiru Kenia 1:37,04                                                 | Emily Ngii Kenia 1:38,12                                                             | Askale Tiksa Etiopía 1:40,05                                                                |
| Salto de altura (12 de agosto)         | Rhizlane Siba Marruecos 1,80                                                | Basant Mosaad Mohamed · Egipto · 1,80                                                | Ariyat Dibow Etiopía 1,78                                                                   |
| Salto con pértiga (11 de agosto)       | Syrine Balty Túnez 4,10                                                     | Nisrin Dinar Marruecos 3,80                                                          | Dorra Mahfoudhi Túnez 3,70                                                                  |
| Salto de longitud (12 de agosto)       | Ese Brume Nigeria 6,50                                                      | Chinazom Amadi Nigeria 6,40                                                          | Joelle Mbumi Nkouindjin Camerún 6,25                                                        |
| Triple salto (14 de agosto)            | Joelle Mbumi Nkouindjin Camerún 14,02                                       | Nadia Eke Ghana 13,40                                                                | Blessing Ibrahim Nigeria 13,35                                                              |
| Lanzamiento de peso (14 de agosto)     | Auriol Sally Dongmo Camerún 16,84                                           | Chinwe Okoro Nigeria 16,40                                                           | Lezaan Jordaan Sudáfrica 15,31                                                              |
| Lanzamiento de disco (12 de agosto)    | Chinwe Okoro Nigeria 59,79 (RC)                                             | Nwanekka Okwelogu Nigeria 51,66                                                      | Amina Elmouden Marruecos 48,21                                                              |
| Lanzamiento de martillo (10 de agosto) | Laetitia Mambara Burkina Faso 65,44                                         | Amy Sène Senegal 64,46                                                               | Sarah Ben Saad Túnez 60,97                                                                  |
| Lanzamiento de jabalina (13 de agosto) | Sunette Viljoen Sudáfrica 65,32 (RC)                                        | Mary Zuta Nartey Kenia 52,57                                                         | Selma Rosun Mauricio 48,04                                                                  |
| 4 × 100 m (12 de agosto)               | Nigeria Gloria Asumnu Lawreta Ozoh Dominique Duncan Blessing Okagbare 43,56 | Costa de Marfil Tryphene Kouame Mireille Gaha Nancie Gouenon Marie José Ta Lou 43,99 | Ghana Flings Jo Owusu Gemma Acheampong Beatrice Gyaman Janet Amponsah 44,06                 |
| 4×400 (14 de agosto)                   | Nigeria Patience Okon Regina George Ada Benjamin Folashade Abugan 3:28,87   | Kenia Jacinta Shikanda Francisca Koki Janeth Jepkosgei Maureen Jelagat 3:32,26       | Botsuana Goitseone Seleka Lydia Casey Mashila Loungo Matlhaku Christine Botlogetswe 3:40,28 |
| Heptatlón (12-13 de agosto)            | Marthe Koala Burkina Faso 5454 pts.                                         | Elizabeth Dadzie Ghana 5286 pts.                                                     | Bianka Erwee Sudáfrica 5086 pts.                                                            |

RC: Récord de campeonato.

## Medallero
| Núm. | País                      | Oro | Plata | Bronce | Total |
| ---- | ------------------------- | --- | ----- | ------ | ----- |
| 1    | Sudáfrica (RSA)           | 10  | 5     | 4      | 19    |
| 2    | Nigeria (NGR)             | 8   | 9     | 7      | 24    |
| 3    | Kenia (KEN)               | 7   | 8     | 10     | 25    |
| 4    | Botsuana (BOT)            | 4   | 1     | 1      | 6     |
| 5    | Costa de Marfil (CIV)     | 3   | 4     | 1      | 8     |
| 6    | Etiopía (ETH)             | 2   | 4     | 3      | 9     |
| 7    | Camerún (CMR)             | 2   | 1     | 1      | 4     |
| 8    | Burkina Faso (BUR)        | 2   | 0     | 0      | 2     |
| 9    | Marruecos (MAR)           | 1   | 2     | 5      | 8     |
| 10   | Egipto (EGY)              | 1   | 2     | 0      | 3     |
| 11   | Túnez (TUN)               | 1   | 1     | 2      | 4     |
| 12   | Argelia (ALG)             | 1   | 0     | 3      | 4     |
| 13   | Eritrea (ERI)             | 1   | 0     | 1      | 2     |
| 14   | Yibuti (DJI)              | 1   | 0     | 0      | 2     |
| 15   | Ghana (GHA)               | 0   | 4     | 2      | 6     |
| 16   | Mauricio (MRI)            | 0   | 1     | 1      | 2     |
| 17   | Senegal (SEN)             | 0   | 1     | 0      | 1     |
| 17   | Zambia (ZAM)              | 0   | 1     | 0      | 1     |
| 19   | Namibia (NAM)             | 0   | 0     | 1      | 1     |
| 19   | República del Congo (CGO) | 0   | 0     | 1      | 1     |
| 19   | Sudán (SUD)               | 0   | 0     | 1      | 1     |